# ISO 3166-2:CA
ISO 3166-2:CA è uno standard ISO che definisce i codici geografici del Canada ed è un sottogruppo del codice ISO 3166-2.
Tali codici sono stati assegnati alle dieci province e ai tre territori e sono formati dalla sigla CA-, seguita da due lettere.

## Lista dei codici

### Province
| Codice | Provincia                  |
| ------ | -------------------------- |
| CA-AB  | Alberta                    |
| CA-BC  | Columbia Britannica        |
| CA-MB  | Manitoba                   |
| CA-NB  | Nuovo Brunswick            |
| CA-NL  | Terranova e Labrador       |
| CA-NS  | Nuova Scozia               |
| CA-ON  | Ontario                    |
| CA-PE  | Isola del Principe Edoardo |
| CA-QC  | Québec                     |
| CA-SK  | Saskatchewan               |

### Territori
| Codice | Territorio               |
| ------ | ------------------------ |
| CA-NT  | Territori del Nord-Ovest |
| CA-NU  | Nunavut                  |
| CA-YT  | Yukon                    |